# Escadrons de l'article XV

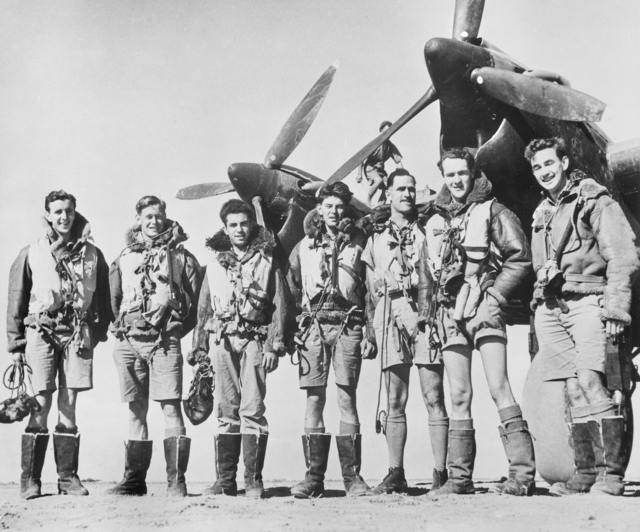
Les escadrons de l'article XV.

Les escadrons de l'article XV sont des escadrons aériens des forces aériennes australiennes, canadiennes et néo-zélandaises formés de diplômés du Plan d'entraînement aérien du Commonwealth britannique (BCATP) pendant la Seconde Guerre mondiale. L'article XV fait référence à l'accord du BCATP de 1939.
Ces unités complètent une autre caractéristique du BCATP, en vertu de laquelle le personnel de la Royal Air Force (RAF), de la Royal Australian Air Force (RAAF), de la Royal Canadian Air Force (RCAF) et de la Royal New Zealand Air Force (RNZAF) sont placés dans un ensemble en commun et affecté aux escadrons de la RAF dépendant de l'article XV — en Europe, en Méditerranée, en Afrique et en Asie du Sud-Est — selon les besoins opérationnels.
La RAAF, l'ARC et la RNZAF forment également des escadrons non visés par l'article XV qui exercent des fonctions de défense locale.
Les escadrons de l'article XV portaient généralement des immatriculations dans la centaine après 400 à l'exemple du No. 450 Squadron RAAF (en).